# 獅頭鵝

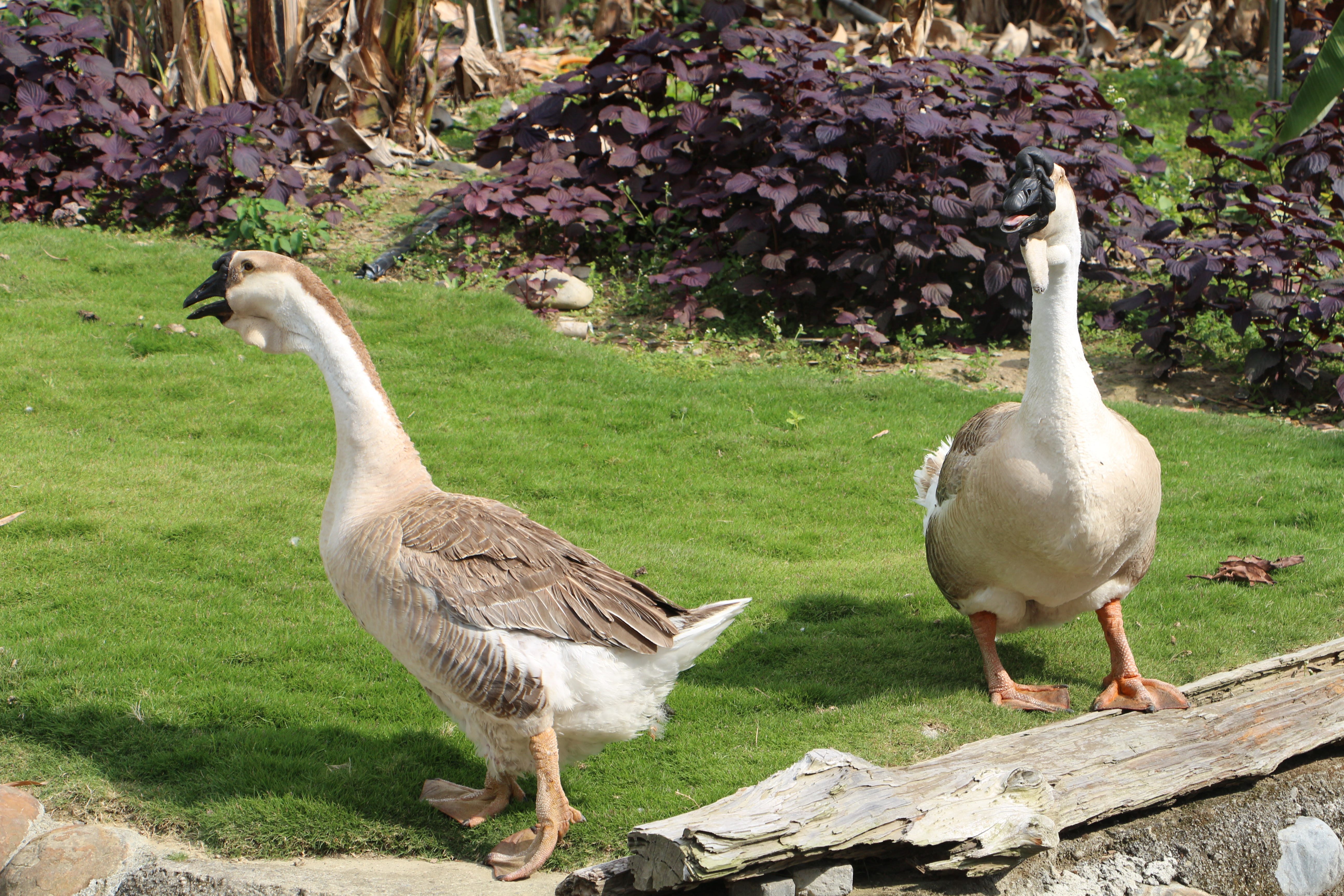
台中市東勢區大茅埔聚落的獅頭鵝

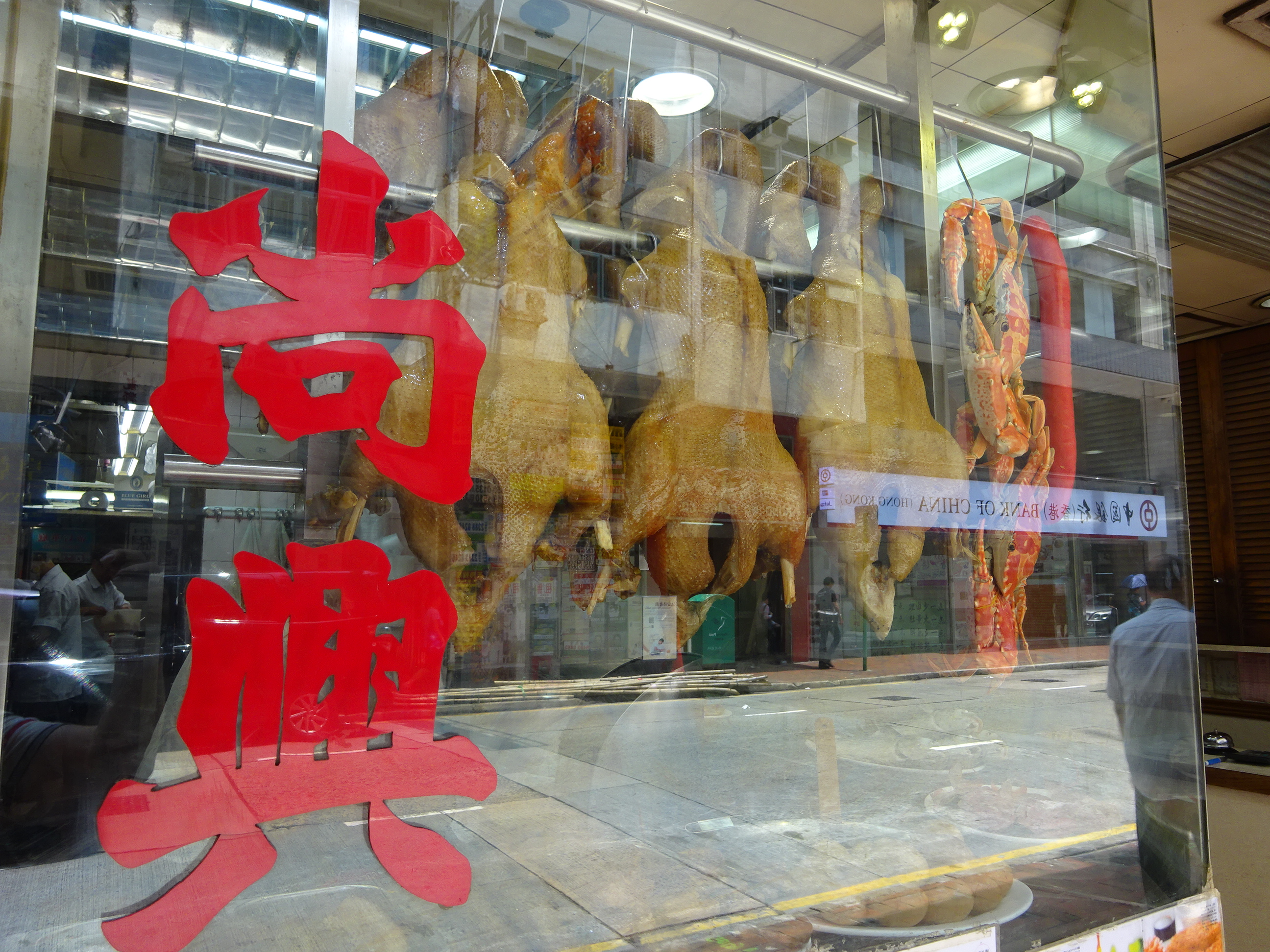
滷水鵝獅頭鵝

獅頭鵝原產地為廣東饒平縣溪樓村，全身羽毛均為棕褐色，因成年鵝的頭形如獅頭而得名，是中國最大的鵝種，最重者可達二十公斤。獅頭鵝的肉味跟一般鵝不同，肉鬆軟且鵝味重。潮州酒樓和打冷食肆的滷水鵝均由獅頭鵝製成。

## 外部連結
- 鵝之王者[永久]